# All Is As All Should Be
| Críticas profissionais | Críticas profissionais |
| Avaliações da crítica  | Avaliações da crítica  |
| Fonte                  | Avaliação              |
| ---------------------- | ---------------------- |
| PopMatters             | [ 1 ]                  |

All Is As All Should Be é um EP lançado pela banda americana de rock progressivo, The Dear Hunter. O EP foi lançado em CD e Vinil no dia 1 de dezembro de 2017 pela gravadora Cave and Canary Goods e nas principais plataformas de streaming no dia 8 do mesmo mês.
O anúncio oficial do EP foi feito através das redes sociais e pelo site da banda, onde Casey agradeceu o apoio incondicional dos fãs, e explicou do que se tratava o EP:

Nosso objetivo é convidar nossos amigos - fãs da banda - para o processo criativo deste EP...servindo como um canal entre seus corações e mentes.
Embora cada um de vocês seja totalmente único, este EP e essas pessoas representam a família extensa de The Dear Hunter - todos vocês deixando uma impressão digital dessas músicas e esse projeto.
As faixas deste EP foram gravadas em locais diferentes, em casas de fãs antigos e mais próximos da banda.
No dia 27 de outubro, a faixa The Right Wrong foi disponibilizada nas plataformas de streaming e no canal do YouTube da banda. Um mês depois, no dia 27 de novembro, o videoclipe da faixa Blame Paradise foi lançado no canal da banda no site YouTube.

## Faixas
| N.º            | Título                    | Duração |  |
| 1.             | "The Right Wrong"         | 4:39    |  |
| 2.             | "Blame Paradise"          | 3:41    |  |
| 3.             | "Beyond The Pale"         | 3:16    |  |
| 4.             | "Shake Me (Awake)"        | 3:55    |  |
| 5.             | "Witness Me"              | 4:26    |  |
| 6.             | "All Is As All Should Be" | 5:01    |  |
| Duração total: | Duração total:            | 24:58   |  |

## Pessoal

### The Dear Hunter
- Casey Crescenzo - voz principal, guitarra, violão, órgão, percussão, piano, sintetizador
- Nick Crescenzo - bateria, percussão
- Rob Parr - guitarra, órgão
- Nick Sollecito - baixo, sintetizador
- Max Tousseau - guitarra, violão
- Gavin Castleton - piano, sintetizador, voz secundária

## Paradas Musicais
| Ano  | Chart                        | Posição |
| ---- | ---------------------------- | ------- |
| 2017 | Billboard Independent Albums | 13      |